# Lazavik
 (avril 2019).
Pour l’article homonyme, voir Denis Lazavik.
Lazavik (biélorusse : Лазавік) est une créature légendaire de la mythologie biélorusse.

## Description
Lazavik est un bon personnage qui vit dans les arbustes des vignes (laza en biélorusse). Dans les contes populaires biélorusses, il est décrit comme étant une petite créature n'ayant qu'un seul œil, une longue barbe et un très long fouet à la main. Quand il se promène dans les marais, son œil brille comme une lumière. Il est considéré comme le gardiens des marais et si son marais est asséché, il meurt.

## Mode de vie
Lazavik préfère rester inaperçu et essaie constamment de se cacher dans sa maison. Sa maison est petite et ne possède ni portes ni fenêtres. Avec son fouet, Lazavik chasse les petits Lozniks nuisibles et bruyant à travers les buissons de vignes.